# Enregistreur de données

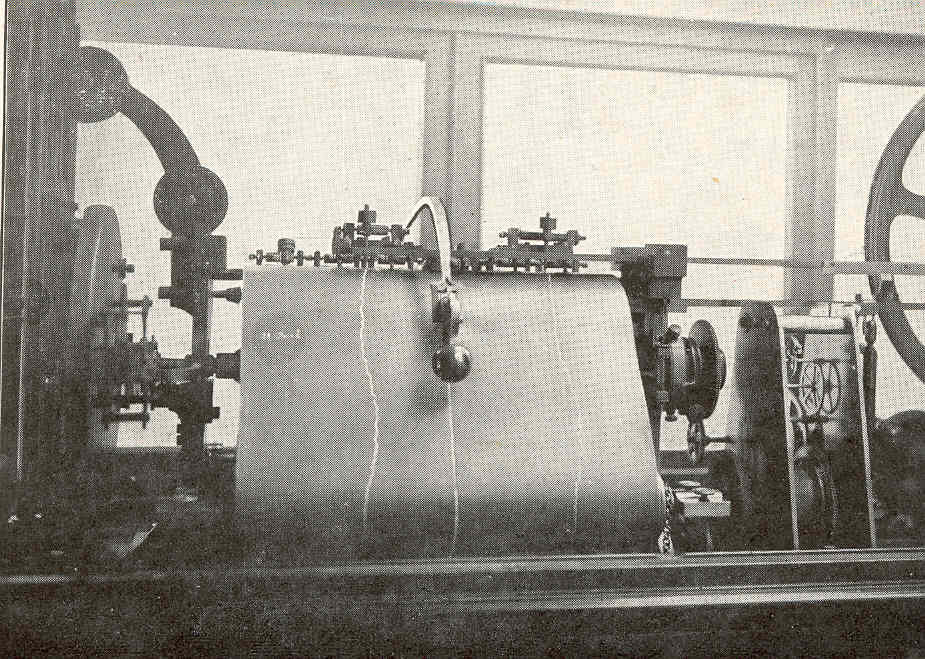
L'enregistreur de niveau du marégraphe intégrateur de Marseille (1913).

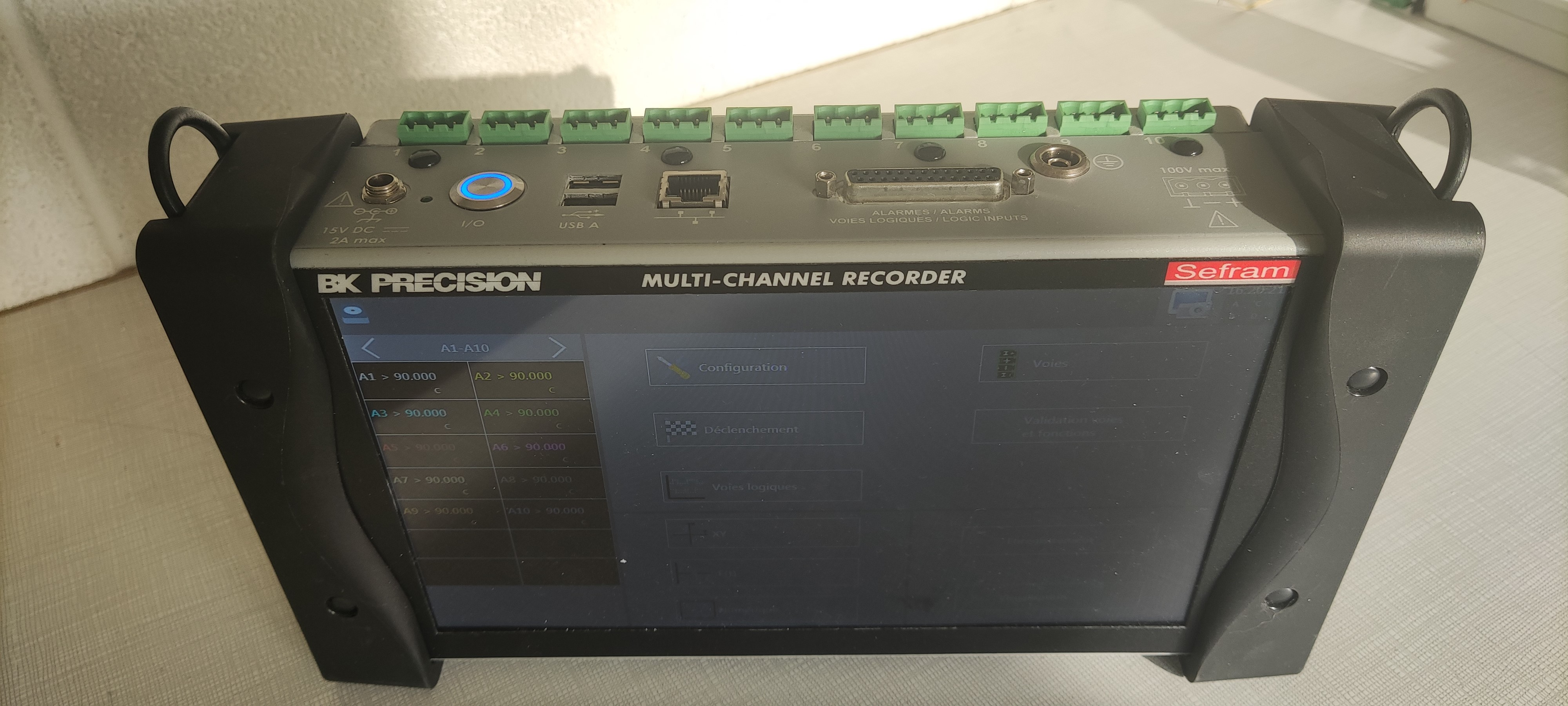
Le DAS240 permet d'enregistrer jusqu'à.

Un enregistreur de données est un dispositif automatique, voire programmable, généralement numérique, qui enregistre à intervalles réguliers des valeurs de mesure individuelles et des séries de mesure sur une longue période (pouvant couvrir plusieurs mois). Les grandeurs sont automatiquement mesurées, souvent numérisées et enregistrées sur un support. Elles peuvent être transmises par le biais d'une interface à un afficheur, à un PC muni d'un logiciel (pour visualisation et analyse), une imprimante, ou à un téléphone intelligent.
Selon les modèles, l'instrument de mesure ou le capteur est interne ou externe.
Les grandeurs mesurées sont par exemple : température, humidité relative (% HR), intensité, tension, vitesse du vent, pression, intensité lumineuse et sonore.

## Description

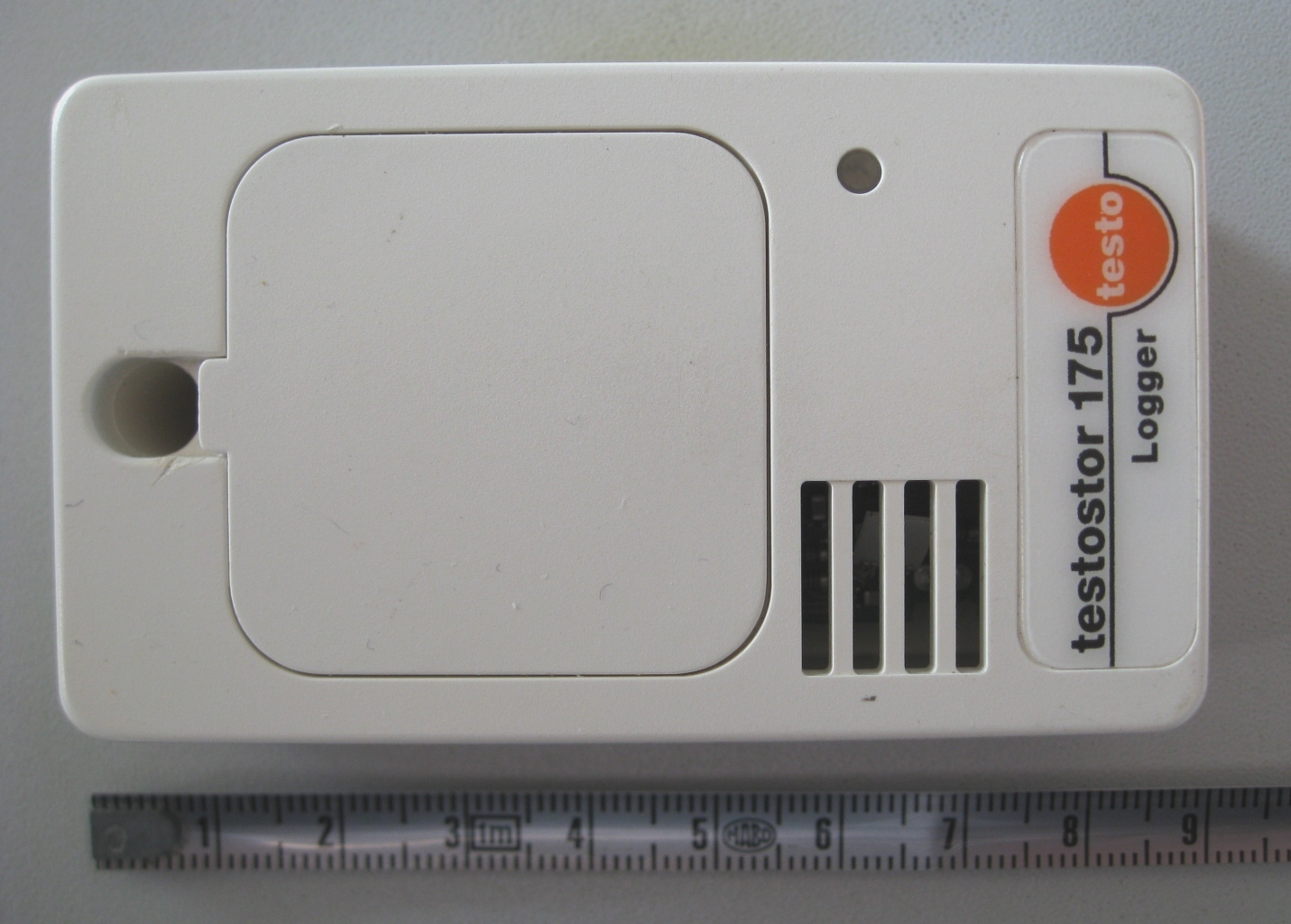
Enregistreur portable de température et d'humidité relative de l'air (sondes internes) à mémoire flash ; la programmation de cet enregistreur et l'extraction de ses données sont réalisées par connexion à un PC.

Les plus courants sont de petite taille, alimentés par pile ou batterie et contrôlent typiquement la température de l'air, parfois en simultané l'humidité relative.

Ils peuvent être raccordés à des sondes (capteurs) externes (sonde d'immersion, sonde alimentaire de pénétration pour congelés, pour haute température, etc.) et disposer de plusieurs canaux (un canal de mesure par sonde connectée).

Certains sont autonomes, car équipés d'un affichage et d'un mini clavier.

La capacité de mémoire interne (par exemple de type flash) doit être suffisante pour stocker dans certains cas des milliers de données. Dans le cas contraire, il peut être nécessaire, lors de la programmation préalable du microprocesseur, de diminuer la cadence à laquelle la mesure doit être réalisée. Cette cadence peut par exemple varier d'une seconde à plusieurs heures. Il faut dans ce dernier cas tenir compte de l'autonomie de l'alimentation électrique, si l'appareil est laissé sans surveillance.

Une alarme peut retentir si des seuils prédéfinis sont dépassés.

La connexion de l'interface de l'enregistreur au PC se fait par interface série (RS 232), USB, LAN, Bluetooth, communication en champ proche, etc.

Les plus récents peuvent être mis en réseau et servir des pages web.

Une alimentation par énergie solaire peut être utilisée en complément d'une batterie.

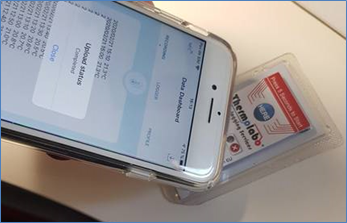
Exemple de lecture d'un enregistreur de données utilisant la communication en champ proche.

Comme la plupart des appareils de mesure, un enregistreur de données doit être étalonné au moins une fois par an par un laboratoire accrédité.

## Historique

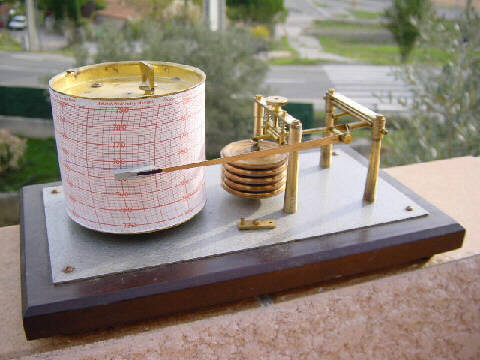
Un barographe sans son capot de protection.

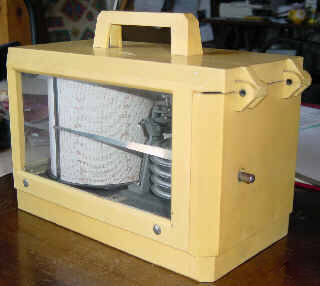
Barographe de l’ère soviétique.

### Barographes
Le système le plus ancien est le baromètre enregistreur inventé par l’Anglais Moreland en 1670 ; toutefois, c'est la capsule de Vidie qui est le « moteur » de la plupart des « barographes » : elle permet, par empilement de plusieurs cellules (généralement cinq), d’amplifier le déplacement du stylet, qui est proportionnel à la pression. Le mécanisme était protégé par un coffret vitré en bois, afin de protéger l'index et le contrepoids moteur.
Ce dispositif analogique est toujours utilisé par certains thermo-hygrographes et limnigraphes de station de jaugeage. Il présente l'avantage d'être indifférent aux parasites électriques et, pour peu qu'on l’équipe de batteries (sa consommation de courant est très faible), aux coupures de réseau. Moyennant l'utilisation d'une horlogerie à contrepoids, on peut même entièrement supprimer l'alimentation électrique.

### Indicatrice de Watt

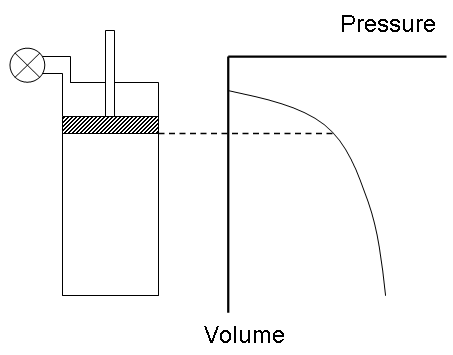
L’indicatrice de Watt.

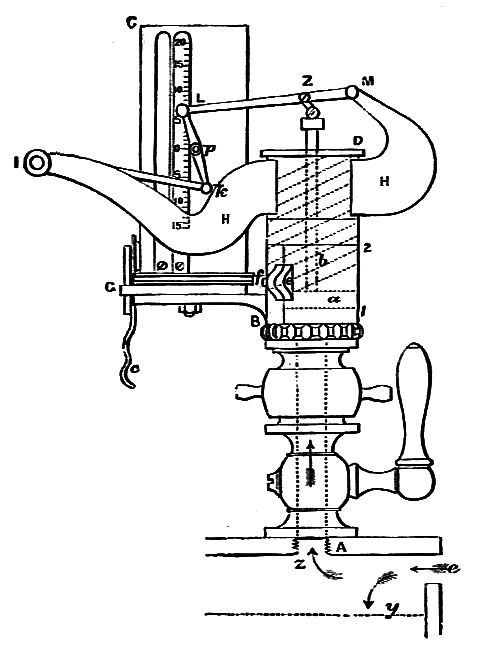
L’indicatrice de Richard (1875).

L’indicatrice a été mise au point en 1796 par l’Écossais James Watt et son employé John Southern, (vers 1758–1815) afin d’obtenir une estimation quantitative du rendement des machines à vapeur. À la vérité, cette indicatrice demeura un secret industriel pendant plus de trente ans, et ne fut connue du public que dans les années 1830. Elle n'est mentionnée pour la première fois dans les publications techniques que par une lettre anonyme communiquée au Quarterly Journal of Science en 1822, et sans autre détail.
L'expert en machines John Farey (1791 – 1851) en découvre l'existence lors d'une mission en Russie en 1826, et Émile Clapeyron systématise enfin l'emploi du diagramme thermodynamique en 1834, en étudiant les Réflexions de Sadi Carnot.
Il s'agissait au départ d'une planchette solidaire du piston de la machine (exécutant un mouvement alternatif grossièrement vertical grâce au « parallélogramme »), sur laquelle portait un stylet, assujetti à un manomètre, et guidé en translation selon une horizontale fixe (par rapport au châssis de la machine) : ainsi la planchette se couvrait d'une ligne spiralée figurant les cycles successifs du diagramme pression-volume.
Grâce à l'indicatrice, Watt parvint à calculer le travail mécanique développé par la vapeur, tout en s'assurant que la pression était exactement redescendue à la pression atmosphérique à la fin d'un cycle, et qu'ainsi toute la chaleur avait été convertie en travail. Dans le diagramme pression-volume, en effet, le travail mécanique est donné par la surface comprise à l'intérieur du cycle : la remarque en avait été faite par Davies Gilbert dès 1792, et Jonathan Hornblower avait fondé son argumentation là-dessus dans les procès en priorité que lui avait intentés Watt et ses associés juristes.
Fort de cet instrument, Watt apporta des améliorations spectaculaires à sa machine.
Les instruments postérieurs (illus.) utilisaient un rouleau de papier monté sur un tambour cylindrique, dont l’axe était solidaire en translation du piston de la machine : le mouvement combiné de la rotation du tambour (assurée par un fil à contrepoids, puis un pendule à ressort) et de la translation de son axe engendraient le tracé graphique de l'enregistrement.
En 1869, un ingénieur britannique, Nicholas Procter Burgh, consacra un traité entier aux indicatrices à rouleau, en expliquant leur fonctionnement pas à pas. Il avait remarqué qu'« une majorité des jeunes ingénieurs regardent le diagramme de l'indicatrice comme une chose mystérieuse. »

## Applications
L'enregistreur peut avoir des applications dans les domaines routiers et dans d'autres domaines.

### Applications routières
Exemple d'enregistreurs utilisés dans des véhicules routier:
- chronotachygraphe pour vérifier le temps de conduite des routiers et le respect des garanties minimales de repos ;
- sur véhicules (diagnostic, développement (prototypes), compétition (Formule 1…)) ; « boîte noire » pour certaines automobiles. Voir notamment Enregistreur de données d'accident

Exemple d'enregistreurs utilisés pour la gestion du domaine routier:
- comptage du trafic routier ;
- surveillance d'ouvrages (ponts, barrages, etc.), voir Jauge de déformation ;

### Autres applications
Voici une liste non limitative de contrôles :
- lors du transport et en stockage de denrées alimentaires, dans les vitrines / linéaires (chaîne du froid) ou de produits pharmaceutiques ;
- en laboratoires, en production (procédés de fabrication) ;
- capteur météorologique ;
- diagnostic médical (holter cardiaque…) ;
- en logement ;
- dans les musées ;
- recherche sur la faune ;
- surveillance de postes électriques, on parle alors de consignateur d'état.
- dans la supervision des installations industrielles[7]